# Paolo Villaggio
Paolo Villaggio (Genova, 1932. december 30. – Róma, 2017. július 3.) olasz színész, szinkronszínész, író, rendező, komikus.

## Filmjei
Mozifilmek
- Eat It (1968)
- Il terribile ispettore (1969)
- I quattro del pater noster (1969)
- Pensando a te (1969)
- Brancaleone alle Crociate (1970)
- La torta in cielo (1970)
- Senza famiglia, nullatenenti cercano affetto (1972)
- Beati i ricchi (1972)
- Che c'entriamo noi con la rivoluzione? (1972)
- Fehér asszonyt ne érints! (Touche pas à la femme blanche) (1974)
- Rendet csinálok Amerikában, és visszatérek (Sistemo l'America e torno) (1974)
- Alla mia cara mamma nel giorno del suo compleanno (1974)
- La mazurka del barone, della santa e del fico fiorone (1975)
- Fantozzi (1975, forgatókönyvíró is)
- Di che segno sei? (1975)
- Fantozzi 2. (1976, forgatókönyvíró is)
- Signore e signori, buonanotte (1976)
- Il signor Robinson, mostruosa storia d'amore e d'avventure (1976, forgatókönyvíró is)
- Fura esetek (Quelle strane occasioni) (1976)
- Három tigris három tigris ellen (Tre tigri contro tre tigri) (1977)
- Csodálatos vidék (Il... Belpaese) (1977, forgatókönyvíró is)
- Én is, te is, tigris (Io tigro, tu tigri, egli tigra) (1978)
- Hová mész nyaralni? (Dove vai in vacanza?) (1978)
- Quando c'era lui... caro lei! (1978)
- Professor Kranz tedesco di Germania (1978, forgatókönyvíró is)
- Dottor Jekyll e gentile signora (1979)
- Rag. Arturo De Fanti, bancario - precario (1980)
- A fogadosnő (La locandiera) (1980)
- Fantozzi mindenki ellen (Fantozzi contro tutti) (1980, forgatókönyvíró, rendező is)
- Altatódal nászágyon (Il turno) (1981)
- Fracchia la belva umana (1981, forgatókönyvíró is)
- Sogni mostruosamente proibiti (1982)
- Bonnie és Clyde olasz módra (Bonnie e Clyde all'italiana) (1982, forgatókönyvíró is)
- Pappa e ciccia (1983, forgatókönyvíró is)
- Fantozzi tovább tűr (Fantozzi subisce ancora) (1983, forgatókönyvíró is)
- A tu per tu (1984)
- I pompieri (1985)
- Fracchia contro Dracula (1985, forgatókönyvíró is)
- Scuola di ladri (1986)
- Grandi magazzini (1986)
- Super Fantozzi (1986, forgatókönyvíró is)
- Rimini Rimini (1987)
- Missione eroica – I pompieri 2 (1987)
- Scuola di ladri – Parte seconda (1987)
- Gazdagok és csalók (Roba da ricchi) (1987)
- Com'è dura l'avventura (1987)
- Il volpone (1988)
- Fantozzi va in pensione (1988, forgatókönyvíró is)
- Ho vinto la lotteria di Capodanno (1989)
- A Hold hangja (La voce della luna) (1990)
- Le comiche (1990)
- Fantozzi alla riscossa (1990, forgatókönyvíró is)
- Le comiche 2 (1991)
- Io speriamo che me la cavo (1992)
- Il segreto del bosco vecchio (1993)
- Fantozzi in paradiso (1993, forgatókönyvíró is)
- Le nuove comiche (1994)
- Cari fottutissimi amici (1994)
- Camerieri (1995)
- Én no spik inglis (Io no spik inglish) (1995)
- Hógolyó (Palla di neve) (1995)
- Fantozzi visszatér (Fantozzi - Il ritorno) (1996, forgatókönyvíró is)
- Banzai (1997)
- Un bugiardo in paradiso (1998)
- Fantozzi 2000 – A klónozás (Fantozzi 2000 - La clonazione) (1999)
- Azzurro (2000)
- Denti (2000)
- Heidi (2001)
- Gas (2005)
- Hermano (2007)
- Torno a vivere da solo (2008)
- Szívügy (Questione di cuore) (2009)
- Generazione mille euro (2009)
- Tutto tutto niente niente (2012)

Tv-filmek
- Il killer (1969)
- Giandomenico Fracchia (1975)
- Sogni e bisogni (1985)
- 'A Biblia: Apokalipszis (San Giovanni - L'apocalisse) (2000)
- Renzo e Lucia (2004)

Tv-sorozatok
- Un fantastico tragico venerdì (1986, egy epizódban)
- Angelo di seconda classe (1999, egy epizódban)
- Carabinieri (2002–2008, 41 epizódban)